# Lotniczy karabin maszynowy Typ 3
Lotniczy karabin maszynowy Typ 3 (三式, San-Shiki, karabin maszynowy Marynarki Typ 3 kal. 13 mm) – japoński lotniczy karabin maszynowy z okresu II wojny światowej używany w samolotach Sił Powietrznych Cesarskiej Japońskiej Marynarki Wojennej. Karabin był bliską kopią amerykańskiego M2, ale na amunicję 13,2 × 99 Hotchkiss.

## Nazwa
W Cesarskiej Marynarce Wojennej wszystkie automatyczne karabiny i działka lotnicze bez względu na ich kaliber określane były mianem kijuu (skrót od kikan juu czyli „karabin maszynowy”), dalsze oznaczenie to rok wprowadzenia do służby – dwie ostatnie cyfry roku według kalendarza japońskiego (2603 to 1943 w kalendarzu gregoriańskim). W przypadku wprowadzenia modyfikacji w wyniku których powstał nowy model tej samej broni otrzymywała ona oznaczenie gata („model”), mniejsze modyfikacje w ramach tego samego modelu oznaczane były słowem kai (kaizo – „modyfikacja”, „zmiana”), na przykład oznaczenie 97 shiki 3 gata kai 2 jest tłumaczone jako „Typ 97, model 3, druga modyfikacja”.

## Historia
Karabin był kopią amerykańskiego ckm-u Browning M2 na bardzo zbliżoną amunicję13,2 × 99 Hotchkiss. Pomimo niewielkiej różnicy kalibrów możliwe było wykorzystanie amunicji i taśm nabojowych Browninga w karabinie japońskim, co podobno miało miejsce w czasie wojny. Produkowany w latach 1943–45 karabin używany był w wersjach stałej i ruchomej, różniących się szczegółami konstrukcyjnymi. Wersjach ruchoma miała nieco dłuższą lufę.
W wersji nieruchomej montowany był w późnych modelach myśliwca Mitsubishi A6M5 (znanego jako „Zero”) oraz Kawanishi N1K3-J. W wersji ruchomej karabin częściowo zastąpił pod koniec wojny karabin maszynowy Typ 2.